# Michela Castro Zunino
Michela Castro Zunino (* 11. August 2006) ist eine peruanische Tennisspielerin.

## Karriere
Castro Zunino spielt vorrangig auf der ITF Women’s World Tennis Tour, wo sie bislang aber noch keinen Titel gewinnen konnte.
2024 erreichte sie im Oktober zweimal ein Halbfinale im Doppel eines ITF-Turniers in Trelew.
Im Jahr 2024 spielte Castro Zunino erstmals für die peruanische Billie-Jean-King-Cup-Mannschaft.